# Álcool 4-metoxifenetílico
Álcool 4-metoxifenetílico, 2-(p-anisil)etanol ou 4-(2-hidroxietil)anisol é o composto orgânico de fórmula C9H12O2, fórmula linear CH3OC6H4CH2CH2OH, massa molecular 152,19. Apresenta ponto de fusão de 26-28 °C, ponto de ebulição de 334-336 °C e ponto de fulgor >230 °F. É classificado com o número CAS 702-23-8, CBNumber CB5159350, MOL File 702-23-8.mol, número de registro Beilstein 2043563, número EC 211-866-6, número MDL MFCD00002900 e PubChem Substance ID 24849412.